# Distretto di Zhalainuo'er
Il distretto di Zhalainuo'er (扎赉诺尔区S, Zhālàinuò'ěr QūP) o distretto di Jalainur è un distretto della Cina, appartenente alla regione autonoma della Mongolia Interna e amministrato dalla prefettura di Hulunbuir.